# Moara de apă
Moara de apă este o colecție de povestiri științifico-fantastice scrise de autorul român Mihail Grămescu și publicată de Editura Cartea Românească în 1989. Acest al doilea volum al scriitorului a fost publicat la opt ani după Aporisticon, o carte care s-a bucurat de un mare succes în rândul criticii și al cititorilor.

## Cuprins
| - "Cătușa timpului" - "Înfrigurare" - "Mura" - "Întâlniri matinale" - "Veverițele" - "Moara de apă" | - "Refuzul" - "Invincibilul Mighty Mouse" - "Curiozități" - "Aricioaica" - "Galionul de Aur" - "Vizionarul" |

## Intriga

### Cătușa timpului
Povestirea prezintă viața unui tânăr îndrăgostit de o colegă de clasă care îl tratează doar ca pe un prieten foarte bun. Spre disperarea protagonistului, fata se îndrăgostește de tatăl lui, un om preocupat de descoperirea ceasului perfect: un ceas care nu arată ora, ci vârsta sufletească a celui care-l poartă. Astfel, el justifică motivele pentru care persoane de vârste foarte diferite se simt atrase una de alta.

### Înfrigurare
Protagonistul acestei nuvele este urmărit trecerea sa de la copilărie la viața adultă. Acest proces este marcat de descoperirea diferitelor obiecte care aparținuseră bunicului său - un savant care făcuse o serie de experimente cu metale radioactive. Aparent, folosirea dispozitivelor inventate de el permite alterarea curgerii timpului. Viața tânărului începe s-o copieze pe cea a bunicului său, iar ultimele clipe îl aduc în fața unui alt timp.

### Mura
În timpul unui concediu la mare, un tânăr este acostat de o pictoriță care, aparent, îl cunoaște. Fata acceptă să-l însoțească înapoi în București și trăiește o vreme alături de el, găsindu-și un loc de muncă la un fabrică. Dispariția ei bruscă îl determină pe protagonist s-o caute la fabrică. Spre marea lui surpriză, găsește acolo o fată al cărei aspect și nume seamănă cu al iubitei dispărute, dar care încă nu-l cunoaște.

### Întâlniri matinale
În timp ce merge la serviciu, un bărbat întâlnește o femeie care pare întruchiparea idealului său feminin. Mai mult, aceasta locuiește în același bloc cu el și, după ce o urmărește de câteva ori, descoperă că lucrează la aceeașă fabrică. Încântat inițial de coincidență, protagonistul realizează că, de fapt, femeia aparține altui timp - unul ideal.

### Veverițele
În timp ce vizitează un parc dendrologic de provincie, un bărbat filozofează pe marginea ideii că oamenii tind să imite comportamentul animalelor. Surprins, el descoperă la un moment dat că procesul are loc și invers: veverițele din parc își sculptează copacii în care viețuiesc pentru a semăna cu turlele unui castel.

### Moara de apă
Povestirea descrie călătoria unui tânăr într-o localitate de provincie care nu apare pe nicio hartă. El caută o fată pe care o întâlnise mai demult și de care se îndrăgostise. Întâlnirea cu locuitorii satului îl intrigă, deoarece primește diverse avertismente legate de traiul alături de fată. ABia când pleacă înapoi spre casă, tânărul înțelege că fata se hrănea cu viața celor care se îndrăgosteau de ea, furându-le timpul. El se trezește într-un viitor în care a fost deja publicată cartea scrisă de el despre aventura respectivă.

### Refuzul
Un tânăr este chinuit de remușcări pentru comportamentul avut în copilărie față de un prieten cu handicap. Pentru a-și liniști conștiința încărcată, el acceptă să-și lege soarta de a unei pisici urâte și sălbăticite. Cei din jur nu înțeleg încăpățânarea lui de a îngriji pisica indiferent de situație, dar el simte că, astfel, a restabilit echilibrul lucrurilor.

### Invincibilul Mighty Mouse
Eseul privește societatea modernă prin prisma evoluției pornită de la micul șoricel care a supraviețuit perioadei de supremație și de extincție a dinozaurilor.

### Curiozități
Pornind de la un articol fictiv din National Geographic, autorul descrie o societate primitivă pe care consumul unei plante o face extrem de prolifică în ceea ce privește urmașii. Din păcate, aceeași plantă are și efecte secundare asupra organismului, ducând la decesul indivizilor în jurul vârstei de 20 de ani.

### Aricioaica
Un tânăr a cărui soție este însărcinată descoperă în pădure o aricioaică. El decide s-o păstreze ca animal de companie, idee primită cu mult entuziasm de soție. Opoziția vehementă a rudelor - care se gândesc la riscurile pe care le implică prezența animalului în preajma unui bebeluș - îi determină totuși pe cei doi soți să renunțe la aricioaică, pe care o duc înapoi în pădure. 

### Galionul de Aur
Povestirea fantastică relatază aventura unor ființe subacvatice care pradă un galion scufundat. Aurul verde de la bordul său le ia însă mințile și pirații pornesc o vânătoare a ființei mitologice care păzește epavele. Abia după ce încep să moară unul câte unul își dau seama că ființa aceea nu este altceva decât Destinul, pe care ei, în nebunia lor l-au provocat și în fața căruia n-au nicio scăpare.

### Vizionarul
Eseul ridică problema realității și a visului unui vizionar, încercând să determine unde se termină una și unde începe cealaltă, atâta vreme cât visul reprezintă pentru vizionar propria realitate.

## Opinii critice
Ștefan Ghidoveanu consideră că Moara de apă va intra în istoria genului SF&F autohton, iar Cătălin Badea-Gheracostea laudă volumul pentru că împletește „realismul cu fantasticul, fără magic și parabolic”. Totodată, el regretă faptul că acesta a avut o „neșansă istorică [...] să intre în rafturile librăriilor exact cu o săptămână înainte de Crăciunul lui 1989, când toți eram ocupați cu totul altceva decât cu cititul”.